# Újszászy Kálmán
Újszászy Kálmán (Budapest, 1902. december 13. – Sárospatak, 1994. április 24.) magyar református lelkész, teológus, könyvtáros; a magyar népfőiskolák egyik megalkotója.

## Életpályája
A sárospataki Református Teológián tanult, majd Skóciában, Svájcban és Görögországban folytatott egyetemi tanulmányokat. Debrecenben doktorált, és Szegeden szerzett egyetemi magántanári minősítést. A sárospataki kollégiumban 1931-ben lett a teológia-filozófia professzora.
Faluszemináriumot, falukutatást szervezett, falusi tehetségeket toborzott a szegények iskolájába. Célja a magyar parasztság szellemi-lelki felemelkedése volt. Szabó Zoltán segítségével népfőiskolát alapított. A Sárospataki Könyvtárban főkönyvtáros, majd a Tudományos Gyűjtemény igazgatója, egyházkerületi főgondnok lett.

## Családja
Felesége Palágyi Deák Ilona, gyermekei Ujszászy Ágnes, Ujszászy Kálmán, Ujszászy László és Ujszászy Eszter.[forrás?]

## Elismerések, díjak
- A Debreceni Református Teológiai Akadémia és a Kolozsvári Protestáns Teológiai Intézet díszdoktora volt.
- 1988-ban Bethlen Gábor-díjat kapott.
- 1992-ben megkapta a Magyar Köztársasági Érdemrend középkeresztjét.
- Életművéért 1999-ben - posztumusz - Magyar Örökség díjjal tüntették ki.